# Nowosielce (powiat sanocki)
Nowosielce (daw. Nowosielce-Gniewosz) – wieś w Polsce położona w województwie podkarpackim, w powiecie sanockim, w gminie Zarszyn. Leży nad potokiem Pielnica.
W latach 1975–1998 miejscowość należała administracyjnie do województwa krośnieńskiego. W 2020 Nowosielce zamieszkiwało 1362 osób.

## Historia
Najstarszy dokument dotyczący Nowosielec związany jest z Jaćmierzem i pochodzi z 6 listopada 1390 roku.
W dokumencie tym król Władysław Jagiełło nadaje Fryderykowi Mysnarowi wieś Jaćmierz i zawiera on m.in. stwierdzenie, ze granice Jaćmierza opierają się na drodze prowadzącej z tej miejscowości do wsi Nowosielce.
Inny dokument z 1426 roku mówi o zmianie lokacji Nowosielec z prawa ruskiego na magdeburskie. Wsią zarządzał sołtys, stąd wiadomo że była ona wsią królewską.
W 1624 roku Nowosielce zostały zniszczone podczas najazdu Tatarów. Nieliczni ocaleni mieszkańcy z czasem odbudowali swoje zagrody na zalesionych wzgórzach od strony Strachociny i Kostarowiec. Znacząca rozbudowa i powrót ożywienia Nowosielec datują się około roku 1660 za czasów panowania króla Jana Kazimierza, kiedy tu osiedlono jeńców kozackich. Od roku 1885 dla odróżnienia od innych miejscowości o tej samej nazwie których jest w Polsce kilkanaście a przy okazji budowy kolei podkarpackiej, zmieniono nazwę wsi na Nowosielce-Gniewosz, od rodziny Gniewoszów, w piątym pokoleniu właścicieli obszaru dworskiego w tej wsi, rodziny bardzo zasłużonej Polsce i byłemu Krajowi Koronnemu-Galicji. Od końca XVIII wieku dobra ziemskie w Nowosielcach należały do rodziny Gniewoszów. Najpierw do Stanisława Gniewosza, następnie jego syna Piotra Gniewosza (1756-1811) żonatego z Joanną z Borkowskich a potem do najstarszego syna tych ostatnich Wiktora Gniewosza (1792-1840) żonatego z Łucją z Ostaszewskich (1802-1894) która była córką Sebastiana Ostaszewskiego. Kolejnym właścicielem byli syn Wiktora i Łucji, Edward Gniewosz (w połowie XIX wieku wraz z matką), Feliks Gniewosz, następnie jego syn, Wiktor (1879-1921). W 1905 Janina Gniewosz wraz z dwoma współwłaścicielami posiadała we wsi obszar 415 ha. Do 1921 właścicielem dóbr był Wiktor Gniewosz (1879-1921), który w 1911 posiadał 352 ha. Od 1921 do końca II wojny światowej dobra Nowosielce posiadała ostatnia dziedziczka rodu Helena Gniewosz. 
W maju 1892 honorowe obywatelstwo gminy Nowosielce otrzymał Edward Gniewosz.
W sierpniu i wrześniu 1920 w Nowosielcach-Gniewosz znajdował się punkt zborny dla formowanego w Sanoku, przez przemysłowca lwowskiego Henryka Towarnickiego, 209 Ochotniczego Pułku Ułanów.

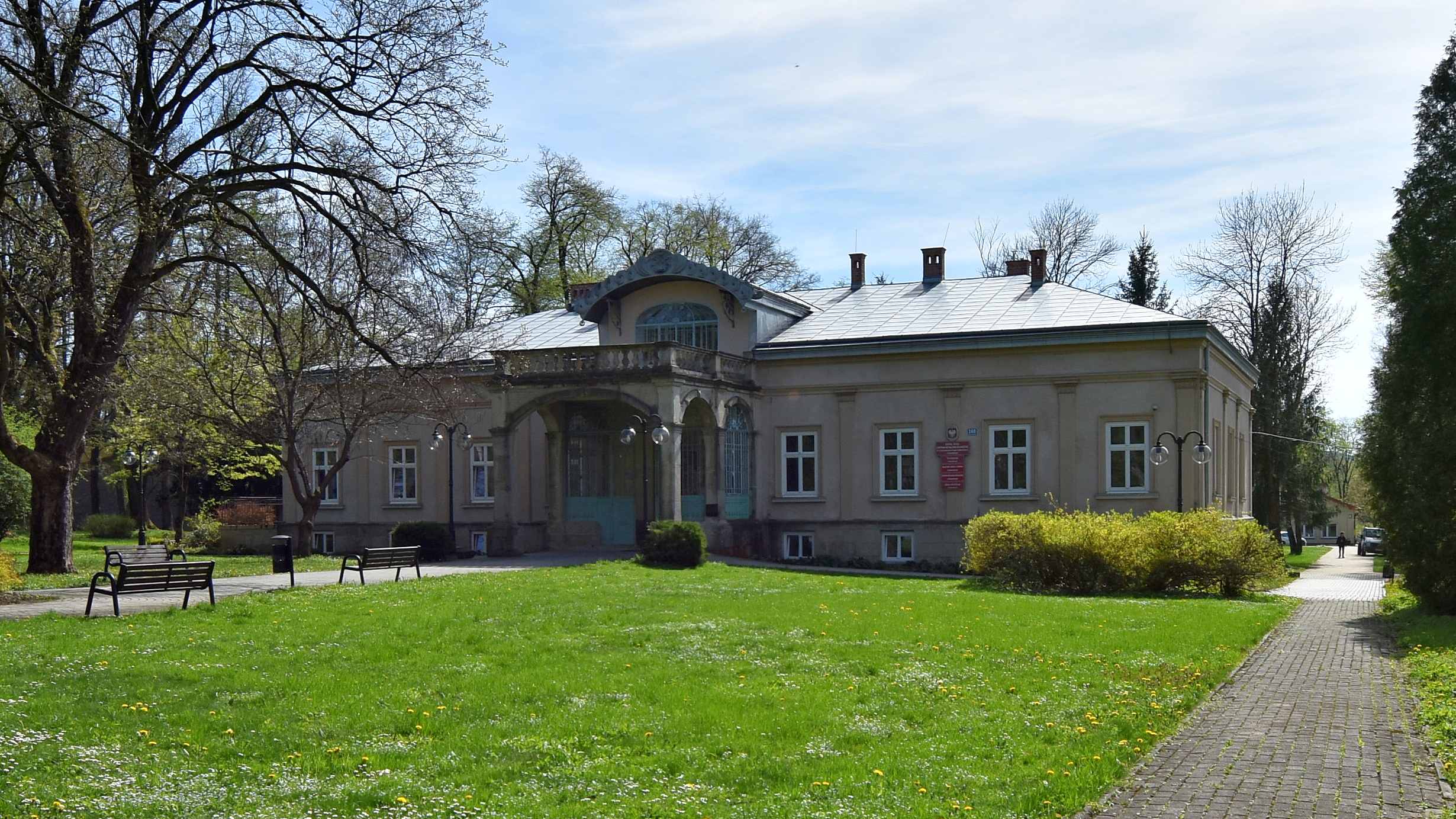
Zabytkowy dwór

W okresie międzywojennym Nowosielce miały ok. 290 domów i według spisu ludności z 1922 roku liczyły 1641 mieszkańców narodowości mieszanej: polskiej i ruskiej. Mieszkało tu także 9 rodzin żydowskich liczących 50 osób, z czego jedna rodzina trudniła się rolnictwem, a pozostałe handlem i krawiectwem. Ludność katolicka wsi trudniła się głównie rolnictwem i w niewielkim stopniu rzemiosłem – przeważnie kołodzieje i szewcy. Część mieszkańców pracowała w fabrykach i warsztatach w Sanoku oraz przy robotach kolejowych na trasie Zagórz-Sanok-Nowosielce-Zarszyn.

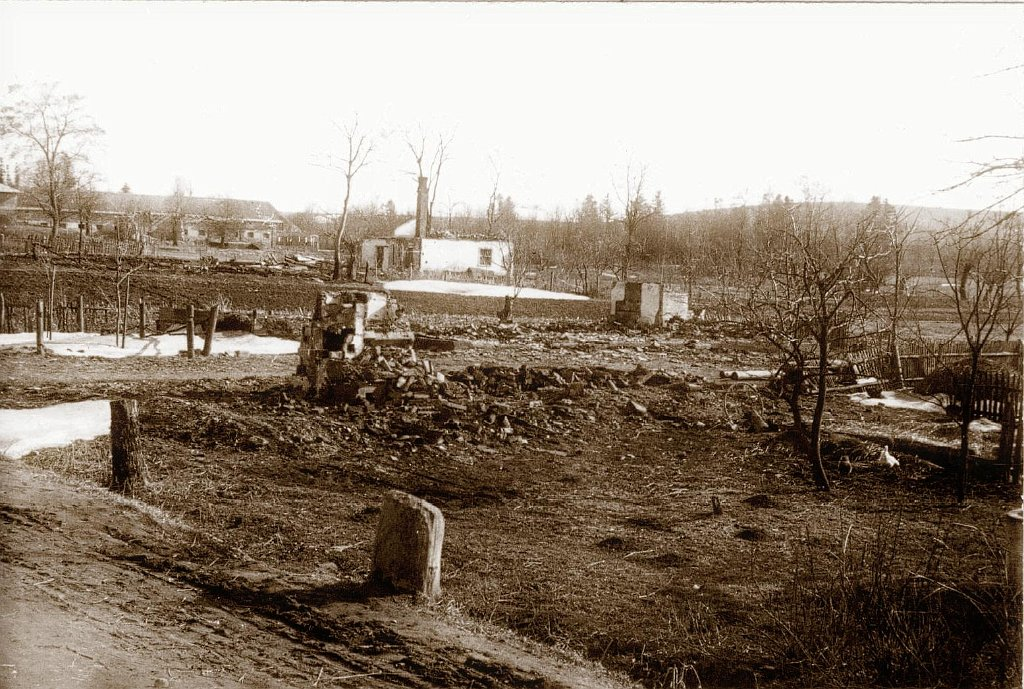
Nowosielce spalone przez UPA

W nocy z 29 na 30 grudnia 1945 w Nowosielcach ukraińscy nacjonaliści z UPA zamordowali siedemnastu Polaków oraz spalili 152 domy. Sygnałem do napadu na wieś było wysadzenie pobliskiej stacji kolejowej. Tablica upamiętniająca to wydarzenie wraz z nazwiskami osób pomordowanych znajduje się w nowosieleckim kościele. Została ona wmurowana w 30 rocznicę grudniowej tragedii z inicjatywy Juliusza Dragana. Po odbudowie stacja kolejowa w Nowosielcach została oddana do użytku 22 czerwca 1986.
18 czerwca 1972 odsłonięto w parku dworskim przy dawnym Zespole Szkół Rolniczych pomnik 2 Czechosłowackiej Samodzielnej Brygady Spadochronowej, upamiętniający ich udział w walkach we wrześniu 1944.

## Kościół

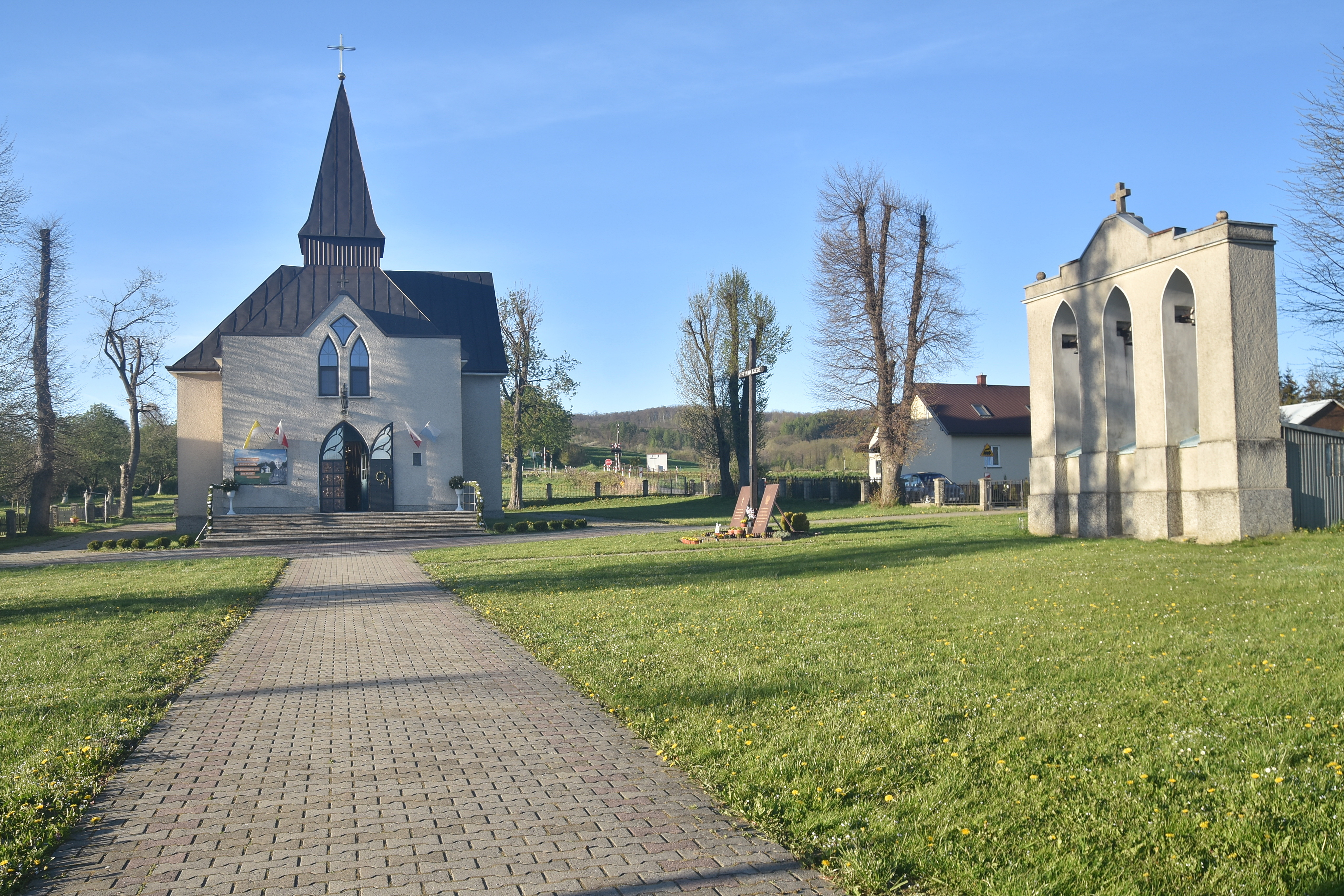
Zabytkowy kościół parafialny

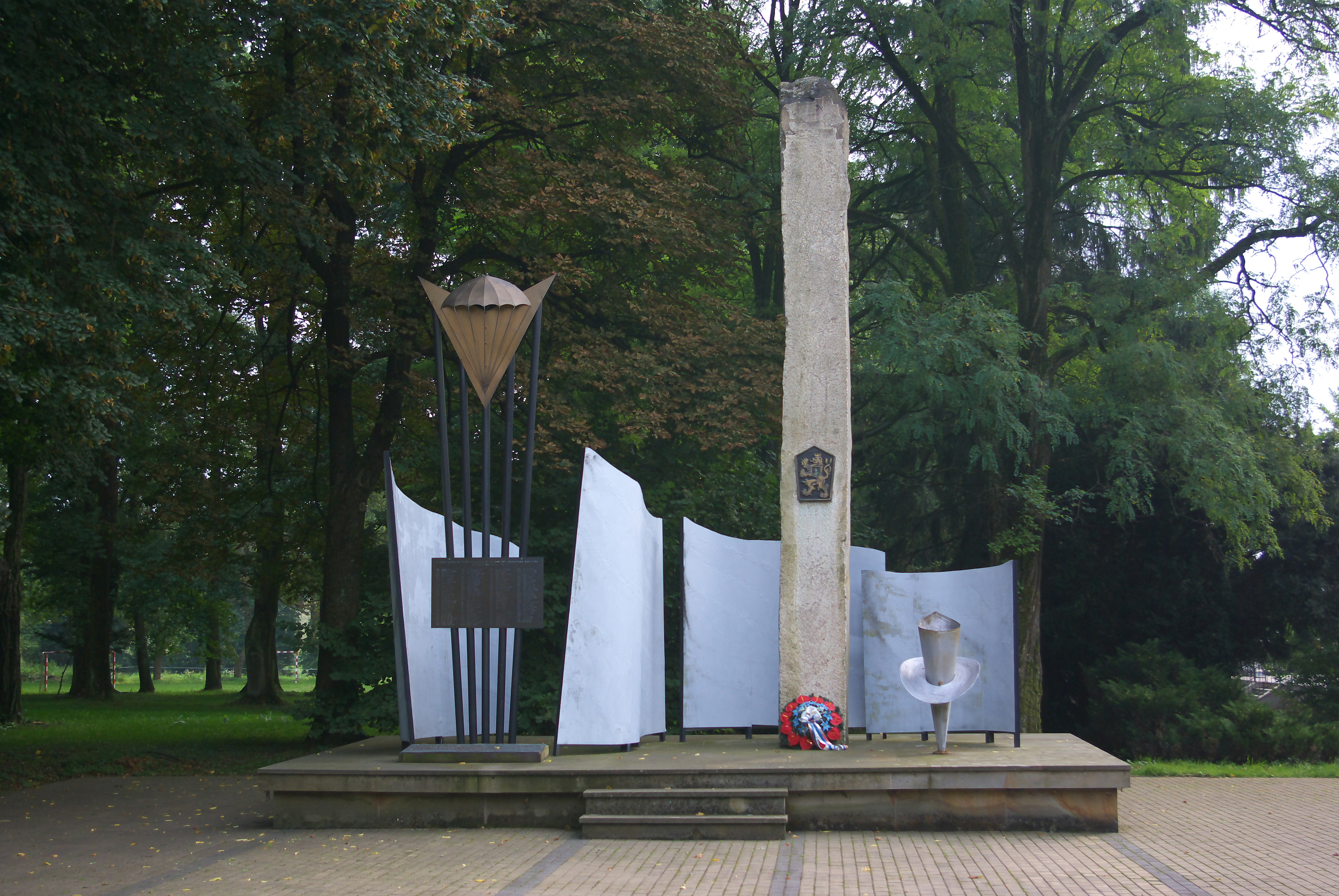
Pomnik 2. Czechosłowackiej Samodzielnej Brygady Spadochronowej w Nowosielcach autorstwa Adama Przybysza. Żołnierze tej jednostki brali udział w walkach w powiecie sanockim oraz operacji dukielskiej latem 1944

## Osoby związane z miejscowością
- ks. Stepan Menciński – członek kapituły AAŁ, której ordynariuszem był Ołeksander Małynowśki
- Edward Pisula ps. „Tama” – ur. 1898, podpułkownik kawalerii Wojska Polskiego, odznaczony orderem Virtuti Militari za wojnę polsko-bolszewicką w szeregach 8 pułku ułanów, w kampanii wrześniowej zastępca dowódcy 23 pułku ułanów, szef Kedywu Okręgu Tarnopolskiego AK, dowódca 3 pułku ułanów (LWP), więzień obozu NKWD w Skrobowie, zmarł w więzieniu na Pradze 12 lipca 1945 w wyniku nieludzkiego śledztwa. Nie jest znane miejsce pochówku.
- Jan Tadeusz Stanisławski – jego matka Maria Pisula, siostra Edwarda urodziła się w Nowosielcach w 1916.
- Stanisław Bieleń – politolog, profesor nauk społecznych[17]
- January Komański – generał brygady Wojska Polskiego
- Marek Wawrzyński – polski poeta współczesny
- ks. Franciszek Faygiel – prepozyt kapituły przemyskiej, rektor seminarium duchownego w Przemyślu

## Czynni w Nowosielcach
- Ochotnicza Straż Pożarna[18]
- Ludowy Klub Sportowy "Szarotka"[19]
- Zespół Ludowy "Ziemia Sanocka"
- Stowarzyszenie Koło Gospodyń Wiejskich "Gniewoszanki" (założone w 1929)[20]
- Szkoła Podstawowa

## Drogi krajowe
Wieś położona przy drodze krajowej 28 Zator - Wadowice - Nowy Sącz - Gorlice - Biecz - Jasło - Krosno - Sanok - Medyka.